# Buckley (Washington)
Buckley è una città degli Stati Uniti d'America, situata nello Stato di Washington e in particolare nella Contea di Pierce.